# Annick Lobet
Annick Lobet est une auteure française de nombreux jeux de société. Elle est principalement connue pour ses jeux pour enfants. Sa ludographie s'élève à une dizaine de jeux.

## Ludographie
- Trafffic, 2011, Le Scorpion masqué
- Stratopolis, 2012, Gigamic

- Home Sweet Home, 2012, Gigamic
- Merlin Zinzin, 2012, Blackrock Games et Fragames, nommé à l'As d'or Jeu de l'année 2013

- Zombie Kidz, 2013, Le Scorpion masqué
- Le Petit Chaperon Rouge, 2015, Purple Brain
- Zombie Kidz Évolution[3], 2018, Le Scorpion masqué, nommé à l'As d'or Jeu de l'année 2019, Lys Enfant 2019[4]
- Zombie Teenz Évolution, 2020, Le Scorpion masqué
- Trésors Légendaires, 2021, Lifestyle